# Elaphoglossum schwackeanum
Elaphoglossum schwackeanum är en träjonväxtart som beskrevs av Alexander Curt Brade. Elaphoglossum schwackeanum ingår i släktet Elaphoglossum och familjen Dryopteridaceae. Inga underarter finns listade.